# Schirmart
Schirmarten, auch umbrella species, sind Arten, deren Schutz das Überleben der gesamten Lebensgemeinschaft eines Ökosystems sichert. Da sie hohe Ansprüche an ihren Lebensraum stellen, ist mit ihrer Erhaltung das Überleben zahlreicher weiterer Arten in demselben Lebensraum garantiert. Es entsteht somit ein „Mitnahme-Effekt“.
Durch den Schutz einer Schirmart wird also gleichzeitig die Biodiversität erhalten. Da Schirmarten häufig einen großen Raumanspruch haben, dienen sie dazu, schützenswerte Flächen auszuwählen sowie die minimale Fläche eines Schutzgebietes oder einer Kompensationsmaßnahme zu definieren.
Darüber hinaus stellen Schirmarten besondere Ansprüche an ihren Lebensraum wie bspw. das Vorhandensein bestimmter Ressourcen. Sind die Ansprüche der Schirmart gedeckt, sind gleichzeitig auch die Ansprüche weiterer, in dem Gebiet vorkommender Arten erfüllt.
Ein Beispiel für eine Schirmart ist das Rebhuhn. Es bewohnt kleinstrukturierte, abwechslungsreiche Agrarlandschaften mit unkrautreichen Feldrainen, Altgrasstreifen, Gebüsche und Hecken. Diese abwechslungsreiche Kulturlandschaft bietet auch Feldhamster, Feldhase und Neuntöter ideale Lebensräume, welche vom Schutz des Rebhuhnes profitieren.

## Quelle
- Schirm- und Zielarten auf habitateins.de